# Övermasmästare
Övermasmästare var ett yrke under Bergskollegium med uppgift att övervaka och utveckla tackjärns- och stångjärnsproduktionen.
Den första övermasmästaren tillsattes 1751 för hela riket. Det var den berömde Sven Rinman som från 1755 hade säte i Nora. 
Senare tillsattes fler övermasmästare och ämbetet uppdelades efterhand i fem distrikt med var sin övermasmästare.
Övermasmästarämbetet för det finska distriktet upphörde 1809 när Sverige avträdde Finland och 1856 i resten av riket. I Finland övertogs ämbetet av en övermasmästare under Bergsstyrelsen.